# NHKモーニングワイド
『NHKモーニングワイド』（英称: NHK MORNING WIDE）は、NHK総合テレビジョンで1988年4月4日から1993年4月4日まで放送された朝の情報番組・報道番組である。総合テレビのほか、BS2でも試験放送の時代から放送されていた。

## 概要
それまで6時の放送開始直後に放送していた『NHKニュース』（6時 - 6時15分、6時10分 - 6時15分は県域ローカル）、6時15分 - 6時44分に放送していた農漁村向けの情報番組『にっぽん列島朝いちばん』、6時45分 - 8時15分に放送していた『NHKニュースワイド』の3番組を統合。6時 - 8時15分に時間枠を延長して誕生した。番組内容についてはこれら各番組の流れを踏襲している。
1991年4月7日からは、それまでの『NHKおはようサンデー』に代わり、7時台に『NHKモーニングワイドサンデー』として日曜日版が開始。
1993年4月からは、『NHKモーニングワイド』に代わり『NHKニュースおはよう日本』となった。

## 出演者

### メインキャスター
| 期間      | 期間      | 平日                | 平日               | 土曜日                   | 土曜日                          | 日曜日                          |
| 期間      | 期間      | 6時台               | 7・8時台           | 6時台                    | 7・8時台                        | 日曜日                          |
| --------- | --------- | ------------------- | ------------------ | ------------------------ | ------------------------------- | ------------------------------- |
| 1988.4.4  | 1989.1.6  | 和田郁夫 桜井洋子2  | 和田郁夫 桜井洋子2 | 川端義明1 宮崎緑3        | 川端義明1 宮崎緑3               | （放送なし）                    |
| 1989.1.9  | 1989.4.1  | 和田郁夫 桜井洋子2  | 和田郁夫 桜井洋子2 | 川端義明1 黒田あゆみ4・5 | 川端義明1 黒田あゆみ4・5        | （放送なし）                    |
| 1989.4.3  | 1990.3.31 | 川端義明            | 松平定知 上田早苗  | 石澤典夫 黒田あゆみ      | 石澤典夫 黒田あゆみ             | （放送なし）                    |
| 1990.4.2  | 1991.3.30 | 宮田修 上田早苗     | 松平定知 上田早苗  | 石澤典夫                 | 石澤典夫 平野啓子6              | （放送なし）                    |
| 1991.4.1  | 1991.5.26 | 佐藤淳 草野満代     | 松平定知9 草野満代 | 山下信 小谷真生子8       | 宮川泰夫7 小谷真生子8 平野啓子6 | 宮川泰夫7 小谷真生子8 平野啓子6 |
| 1991.5.27 | 1991.6.9  | 佐藤淳9 草野満代    | 佐藤淳9 草野満代   | 山下信 小谷真生子8       | 宮川泰夫7 小谷真生子8 平野啓子6 | 宮川泰夫7 小谷真生子8 平野啓子6 |
| 1991.6.10 | 1992.4.1  | 黒沢保裕 草野満代   | 佐藤淳 草野満代8   | 山下信 小谷真生子8       | 宮川泰夫7 小谷真生子8 平野啓子6 | 宮川泰夫7 小谷真生子8 平野啓子6 |
| 1992.4.2  | 1993.4.4  | 山下信 10 草野満代8 | 佐藤淳 草野満代8   | 末田正雄 小谷真生子8     | 宮川泰夫7 小谷真生子8 平野啓子6 | 宮川泰夫7 小谷真生子8 平野啓子6 |

備考
- 1　日曜朝帯のニュースも担当。
- 2　『NHKニュースワイド』から続投。
- 3　産休のため1988年（昭和63年）12月24日降板[8][9]。
- 4　渡邊あゆみの旧姓。
- 5　昭和天皇崩御に伴う報道特別番組のため、1週遅れて1月14日から登板[10]。
- 6　7:30（首都圏ローカル枠）からの担当。その後、石澤（後に宮川）と共にキャスター席に着いて登場するようになる。
- 7　『NHKおはようサンデー』から続投。
- 8　平日の『NHKニュースおはよう日本』も続投。
- 9　松平個人の不祥事に伴う。松平は1991年（平成3年）5月24日付で降板。
- 10 NHKクロニクルの番組表では4月2日からであるが、実際は3月31日より6時台を担当。また代打としてこの時間帯を担当した経験もある。
- 当時は祝日が平日であっても、現在のように土日のキャスターが担当するのではなく、通常と同じ平日版のキャスターが担当していた。
- 宮崎・平野・小谷はフリーランス。和田はNHK記者（当時）、それ以外はNHKアナウンサー（当時）。

### 道路交通情報（関東ローカル枠）
関東ローカル枠の6時58分頃と7時32分頃東京千代田区九段の千代田会館1Fにある財団法人日本道路交通情報センターの九段センターと専用の中継回線で繋ぎ、九段センターのキャスターが首都圏の道路交通情報を伝えた（後番組の『おはよう日本』でも放送）。BS放送にもそのまま放送されていた。
男性
- 北久保隆一
- 横田勝
- 栗原義明
- 富永祥光（退社後、時事通信契約記者→フリー）
- 木南純
- 大浦洋
- 望月貴史（退社後、FM鹿児島嘱託アナウンサー→FM青森アナウンサー→FMしみず番組契約パーソナリティ→フリー）
- 小山昌宏

女性
- 小鶴千恵子
- 三輪智美
- 土屋良江
- 済藤亮子（旧姓：吉沢）
- 谷崎朋子
- 吉澤ひとみ（旧姓：岡部、退社、元モーニング娘。所属のタレント・歌手の吉澤ひとみとは同姓同名の別人）
- 鈴木裕子（退社）
- 西山久美子（退社）
- 干場裕子（退社）
- 浅井美佐（退社）

## 各年度のタイムテーブル
タイムテーブルはNHKクロニクル掲載の番組表を参照。

### ローカルニュース枠について
各地の放送局発による地域ニュース枠も毎時設定され、平日の7時台では朝7時30分から7時50分の20分編成で放送されていた。「NHK年鑑」に記載上の各局のタイトルを以下に記す。
| 放送局名 | 番組名                                                 |
| -------- | ------------------------------------------------------ |
| 札幌局   | 『北海道モーニングワイド』                             |
| 秋田局   | 『モーニングワイドあきた』                             |
| 盛岡局   | 『モーニングワイドいわて』                             |
| 仙台局   | 『モーニングワイドみやぎ』                             |
| 福島局   | 『モーニングワイド福島』                               |
| 首都圏   | 『NHKモーニングワイド首都圏』                          |
| 甲府局   | 『NHKモーニングワイドやまなし』                        |
| 新潟局   | 『モーニングワイドにいがた』                           |
| 長野局   | 『モーニングワイドながの』→『NHKモーニングワイド信州』 |
| 静岡局   | 『NHKモーニングワイドしずおか』                        |
| 名古屋局 | 『NHKモーニングワイド東海』                            |
| 富山局   | 『モーニングワイド富山』                               |
| 金沢局   | 『NHKモーニングワイド金沢』                            |
| 大阪局   | 『NHKモーニングワイドきんき』                          |
| 岡山局   | 『岡山モーニングワイド』                               |
| 広島局   | 『モーニングワイドひろしま』                           |
| 松山局   | 『モーニングワイドえひめ』・『土曜ワイド四国』         |
| 高松局   | 『モーニングワイドかがわ』                             |
| 徳島局   | 『モーニングワイドとくしま』                           |
| 高知局   | 『モーニングワイドこうち』                             |
| 福岡局   | 『モーニングワイド福岡』・『モーニングワイド九州沖縄』 |
| 宮崎局   | 『モーニングワイド宮崎』                               |
| 鹿児島局 | 『NHKモーニングワイド鹿児島』                          |

1991年4月より、平日の地域ニュース枠は7時40分からのスタートに繰り下げられる。土曜日については、7時台の後半の地域パートを拡大した放送スタイルをNHK各地の拠点局が制作する「ウィークエンド○○（ブロックエリア名）」を放送していた。（例：名古屋局制作の中部7県向け『ウィークエンド中部』など）このスタイルは、後番組『NHKニュースおはよう日本』の土曜日放送分が始まっても継続して放送が続けられている。
1991年4月からは、それまで放送されていた『NHKおはようサンデー』に代わって『NHKモーニングワイドサンデー』（7時 - 7時50分）を開始。最後の残り5分間は各地の放送局からの地域ニュース枠であったが、それにも関わらず各地の放送局は「NHKニュース　終」とのみ表示して厳かに終了していた。
この時東京では7時45分からも引き続き「モーニングワイド」を放送していたが、その際宮川泰夫キャスターがローカルニュースに差し替える各地の放送局の視聴者に配慮して「時刻は間もなく7時45分になります、お近くの放送局からお伝えします」と促し、7時45分になると同時に「それでは、関東地方のニュースです」と言ってから関東地方のニュースを伝えてエンディングを迎えていた。ただし近畿2府4県、九州地方では7時45分までの全国パートのみで終了し、『サンデーワイドきんき』、『サンデー九州』に接続）を開始。以後、後番組『おはよう日本』の前身となり、年末年始を除く全曜日対応帯番組となった。
NHK衛星第2テレビジョン（BS2）では、一時期7時30分からの拠点局製作の番組を週替わりのローテーションで放送したことがあった。

## スタジオセット
スタジオセットは同時期にNHKで放送されていた夜9時のニュース番組「NHKニュースTODAY」→「NHKニュース21」と共通使用していた。
「NHKニュースTODAY」が放送されていた1989年度までの2年間は『ニュースステーション』のセットにも組まれていた（通称）ブーメランテーブルよりも原稿が置きやすい馬てい形テーブルが置かれていた。テーブルは1989年度に変更されており、同年度の平日版7時台では松平が中央、上田が右奥に座っていたためオープニング・エンディングの挨拶などで2人を映す際は斜め横から2人を映していた。キャスターの背後には夜景の写真パネルがあったが、本番組ではブラインドが下ろされていた。
1989年2月6日にニュースセンター棟（放送センター北館）が運用開始したため、セットは新ニュースセンターにそのまま移設。
1990年4月の「NHKニュース21」開始に伴い、馬てい形テーブルから男性アナウンサーと女性アナウンサーが揃って席に座れるブラウン色を深めたテーブルに変えられ、専門ニュースコーナーのキャスターが右側に座って伝えられるような余裕が与えられた。セットの背後の夜景は当番組では日中の写真に替えられていた。